# Tantilla triseriata
Tantilla triseriata – gatunek meksykańskiego węża z rodziny połozowatych (Colubridae).

## Systematyka
Węże te zalicza się do rodziny połozowatych, do której zaliczano je od dawna. Starsze źródła również umieszczają Tantilla w tej samej rodzinie Colubridae, używając jednak dawniejszej polskojęzycznej nazwy: wężowate czy też węże właściwe, poza tym Colubridae zaliczają do infrapodrzędu Caenophidia, czyli węży wyższych. W obrębie rodziny rodzaj Tantilla należy natomiast do podrodziny Colubrinae.

## Rozmieszczenie geograficzne
Tantilla triseriata występuje w południowym Meksyku. Jej obecność odnotowano jedynie w stanie Oaxaca.
Habitatem tego łuskonośnego są tropikalne wilgotne lasy górskie i lasy mgliste.

## Zagrożenia i ochrona
Jest to rzadko spotykany wąż, znany nauce jedynie z kilku okazów. Trend populacyjny nie jest znany. Na terenie, gdzie żyje, mają miejsce co prawda pewne dewastacje środowiska naturalnego, ale nie wiadomo, jaki wpływ wywierają one na gatunek. 
Gad nie obejmuje swym zasięgiem występowania żadnych obszarów chronionych.